# Tibiri, Dosso
Tibiri este o comună rurală din departamentul Dogondoutchi, regiunea Dosso, Niger, cu o populație de 54.582 de locuitori (2001).